# Jean Peské

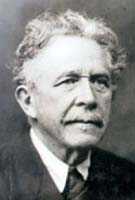
Jean Peské

Jan Mirosław Peszke, bekannt als Jean Peské (* 27. Juli 1870 in Perwomajsk in der heutigen Ukraine; † 21. März 1949 in Le Mans, Frankreich), war ein französischer Maler und Grafiker polnisch-russischer Herkunft.

## Biografie
Jan Mirosław Peszke hatte einen polnischen Vater und eine russische Mutter. Geboren 1870 in Pervomaisk in der heutigen Ukraine, begann er seine künstlerische Ausbildung in Kiew und setzte sie an den Akademien für Bildende Künste in Odessa und Warschau fort. Mit einer größeren Erbschaft von seinem Vater ging er 1891 nach Frankreich.
In Paris schrieb er sich an der Académie Julian ein und arbeitete in den Ateliers von Jean-Paul Laurens und Jean-Joseph Benjamin-Constant. Er hatte viele Freunde unter den polnischen Auswanderern, darunter die spätere Marie Curie und Guillaume Apollinaire.
Zu seinen künstlerischen Freunden gehörten Paul Signac, Camille Pissarro, Pierre Bonnard und Édouard Vuillard. Er stand auch mit der Künstlergruppe der Nabis in Kontakt. Nach 1900 fand er seinen Platz bei den Post-Impressionisten und begann mit der Freilichtmalerei, vor allem in der Gegend um Barbizon, wo er den Maler Constantin Kousnetzoff kennenlernte.
Ab 1895 stellte Peské regelmäßig im Salon des Indépendants, im Salon d’Automne und in der Folge in den größten Galerien aus. 1901 heiratete er in Paris Catherine Louchnikoff. Seine größte Bekanntheit erreichte er in den Jahren zwischen den Weltkriegen. In Collioure gründete er 1930 ein Kunstmuseum, das heute den Namen Musée d’Art Moderne trägt.